# Corynanthe brachythyrsus
Corynanthe brachythyrsus, також відома як Pausinystalia brachythyrsum — вид квіткової рослини з родини Маренові. Була ендемічною для Камеруну.